# Äigerim Schynasbekowa
Äigerim Schynasbekowa (* 1. Juli 1992) ist eine kasachische Hürdenläuferin, die sich auf die 100-Meter-Distanz spezialisiert hat.

## Sportliche Laufbahn
Erste Erfahrungen bei internationalen Meisterschaften sammelte Äigerim Schynasbekowa bei den Jugendweltmeisterschaften 2009 in Brixen, bei denen sie im 100 Meter Hürdenlauf mit 13,88 s im Halbfinale ausschied und mit der kasachischen Sprintstaffel (1000 Meter) mit 2:14,53 min im Vorlauf ausschied. Im Jahr darauf kam sie bei den Juniorenasienmeisterschaften in Hanoi im Finale nicht ins Ziel und wurde mit der 4-mal-100-Meter-Staffel disqualifiziert. Anschließend schied sie bei den Juniorenweltmeisterschaften in Moncton mit 14,21 s in der ersten Runde aus. 2017 belegte sie bei den Asienmeisterschaften in Bhubaneswar in 13,93 s den achten Platz und gelangte daraufhin bei der Sommer-Universiade in Taipeh bis in das Halbfinale, in dem sie mit 13,93 s ausschied. Im Jahr darauf siegte sie in 8,32 s bei den Hallenasienmeisterschaften in Teheran im 60-Meter-Hürdenlauf und wurde bei den Asienspielen in Jakarta im Vorlauf disqualifiziert.
2019 gelangte sie bei den Asienmeisterschaften in Doha in 13,50 s erneut auf den achten Platz.
2012 und 2018 wurde Schyasbekowa kasachische Meisterin in der 4-mal-100-Meter-Staffel sowie 2018 auch im 100-Meter-Hürdenlauf. In der Halle sicherte sie sich die Titel über 60 Meter Hürden 2018 und 2019.

## Persönliche Bestzeiten
- 100 m Hürden: 13,12 s (−1,6 m/s), 18. Juni 2016 in Bischkek
  - 60 m Hürden (Halle): 8,24 s, 31. Januar 2016 in Öskemen